# Stálý výbor politbyra ústředního výboru Komunistické strany Číny
Stálý výbor politbyra ústředního výboru Komunistické strany Číny (čínsky v českém přepisu Čung-kuo Kung-čchan-tang Čung-jang Čeng-č’-ťü Čchang-wu Wej-jüan-chuej, pchin-jinem Zhōngguó Gòngchǎndǎng Zhōngyāng Zhèngzhìjú Chángwù Wěiyuánhuì, znaky zjednodušené 中国共产党中央政治局常务委员会, tradiční 中國共產黨中央政治局常務委員會) je nejužší vedení Komunistické strany Číny a tím i nejužší vedení Čínské lidové republiky. Historicky se počet členů Stálého výboru politbyra pohyboval mezi dvěma a jedenácti členy, v současné době má členů sedm. Všichni členové stálého výboru jsou zároveň členy politbyra ústředního výboru Komunistické strany Číny, širšího vedení, které má 25 členů.
Podle Ústavy Komunistické strany Číny je Stálý výbor politbyra volen na plenárním zasedání Ústředního výboru. V praxi se ale nejedná o volbu z více kandidátů, členové nového Stálého výboru jsou naopak předem vybráni končícím Stálým výborem, často pod dohledem či po konzultaci s bývalými vedoucími představiteli strany.
Za svolávání schůzí Stálého výboru politbyra je zodpovědný generální tajemník ústředního výboru.

## Současní členové (2022–2027)
| #  | Portrét | Jméno                 | Členem poprvé  | Stranické funkce | Státní funkce                                                                    |
| -- | ------- | --------------------- | -------------- | --- | -------------------------------------------------------------------------------- |
| 1. |         | Si Ťin-pching 习近平  | 22. října 2007 | generální tajemník ústředního výboru Komunistické strany Číny předseda Ústřední vojenské komise Komunistické strany Číny                                                | prezident Čínské lidové republiky Předseda Ústřední vojenské komise ČLR          |
| 2. |         | Li Čchiang 李强       | 23. října 2022 | | předseda Státní rady                                                             |
| 3. |         | Čao Le-ťi 赵乐际      | 25. října 2017 | | předseda stálého výboru Všečínského shromáždění lidových zástupců                |
| 4. |         | Wang Chu-ning 王沪宁  | 25. října 2017 | | předseda celostátního výboru Čínského lidového politického poradního shromáždění |
| 5. |         | Cchaj Čchi 蔡奇       | 23. října 2022 | výkonný tajemník sekretariátu ústředního výboru Komunistické strany Číny; vedoucí Hlavní kanceláře Ústředního výboru Komunistické strany Číny (od března 2023)          |                                                                                  |
| 6. |         | Ting Süe-siang 丁薛祥 | 23. října 2022 | vedoucí Hlavní kanceláře Ústředního výboru Komunistické strany Číny (do března 2023); vedoucí Kanceláře generálního tajemníka Komunistické strany Číny (do března 2023) | první místopředseda Státní rady                                                  |
| 7. |         | Li Si 李希            | 23. října 2022 | tajemník Ústřední komise pro kontrolu disciplíny Komunistické strany Číny                                                                                               |                                                                                  |

## Historie složení výboru
Sjezd strany volí ústřední výbor (ÚV), ústřední výbor na svém prvním zasedání na závěr sjezdu volí užší vedení strany, politické byro (politbyro). Od roku 1927 je pro každodenní řízení strany ze členů politbyra ústředním výborem vybírán několikačlenný stálý výbor politbyra. V letech 1934–1938 byly pro nejužší vedení strany používány termíny stálý výbor i ústřední sekretariát střídavě a zaměnitelně, v letech 1938–1956 se používal pouze termín ústřední sekretariát (resp. sekretariát ústředního výboru).
- po V. sjezdu, od května 1927: Čchen Tu-siou, Čang Kuo-tchao, Cchaj Che-sen
  - od 12. července 1927 jako dočasný stálý výbor ve složení Li Wej-chan, Li Li-san, Čang Kuo-tchao, Čou En-laj, Čang Tchaj-lej
  - od 25. července 1927 ještě Čchü Čchiou-paj
  - v srpnu 1927 na rozšířeném zasedání politbyra zvolen stálý výbor ve složení Čchü Čchiou-paj, Li Wej-chan, Su Čao-čeng
  - v listopadu na rozšířeném zasedání politbyra zvoleni ještě Luo I-nung (zatčen a zabit v dubnu 1928), Čou En-laj
- po VI. sjezdu, od července 1928: Siang Čung-fa, Čou En-laj, Su Čao-čeng (zemřel v únoru 1929), Siang Jing
  - od října 1928 i Li Li-san (do září 1930)
  - od září 1930 i Čchü Čchiou-paj
  - v lednu 1931 na zasedání ÚV zvolen stálý výbor ve složení Siang Čung-fa (uvězněn a zastřelen v červnu 1931), Čou En-laj, Čang Kuo-tchao
  - od února 1931 i Wang Ming
  - od června 1931 stranu vedli Lu Fu-tchan, Čou En-laj, Liou Šao-čchi, Čang Wen-tchien
  - od září 1931 stranu vedl stálý výbor prozatímního politbyra ve složení Čchin Pang-sien, Čang Wen-tchien, Lu Fu-tchan
  - v lednu 1934 na zasedání ÚV zvolen sekretariát ve složení Čchin Pang-sien, Čang Wen-tchien, Čou En-laj, Siang Jing (v říjnu 1934 zůstal v Ťiang-si zatímco zbytek vedení odešel na Dlouhý pochod), Čchen Jün (v červnu 1935 odjel do Šanghaje a Sovětského svazu)
  - v lednu 1935 na rozšířeném zasedání politbyra přibrán Mao Ce-tung, v únoru 1935 Wang Ťia-siang (v únoru 1937 odjel do Sovětského svazu)
  - v prosinci 1937 politbyro zvolilo sekretariát ve složení Čang Wen-tchien, Mao Ce-tung, Wang Ming, Kchang Šeng, Čchen Jün, Čou En-laj, Čang Kuo-tchao, Čchin Pang-sien a Siang Jing.[pozn. 1]
  - po návratu ze Sovětského svazu v srpnu 1938 se k práci v sekretariátu vrátil Wang Ťia-siang
  - od července 1940 přibrán i Žen Pi-š’
  - v srpnu 1941 politbyro zvolilo pracovní konferenci sekretariátu ve složení Mao Ce-tung, Žen Pi-š’, Wang Ťia-siang, Wang Ming, Čang Wen-tchien, Čchen Jün a Kchaj Feng
  - v březnu 1943 politbyro zvolilo sekretariát ve složení Mao Ce-tung, Liou Šao-čchi, Žen Pi-š’
  - od května 1944 převzalo funkce sekretariátu a politbyra předsednictvo 7. zasedání UV ve složení Mao Ce-tung, Ču Te, Liou Šao-čchi, Čou En-laj, Žen Pi-š’
- po VII. sjezdu, od června 1945, zvolen ústředním výborem ústřední sekretariát: Mao Ce-tung, Ču Te, Liou Šao-čchi, Čou En-laj, Žen Pi-š’ (zemřel v říjnu 1950); 
  - v říjnu 1945 zvoleni kandidáty ústředního sekretariátu Čchen Jün a Pcheng Čen
  - od podzimu 1950 náhradou za Žen Pi-š’ho zvolen členem sekretariátu Čchen Jün
- po VIII. sjezdu, od září 1956 zvolen stálý výbor: Mao Ce-tung, Liou Šao-čchi, Čou En-laj, Ču Te, Čchen Jün, Teng Siao-pching; 
  - od května 1958 i Lin Piao
  - v srpnu 1966 zvolen nový stálý výbor ve složení Mao Ce-tung, Lin Piao, Čou En-laj, Tchao Ču (odvolán v lednu 1967), Čchen Po-ta, Teng Siao-pching (odvolán v říjnu 1968), Kchang Šeng, Liou Šao-čchi (v říjnu 1968 vyloučen ze strany), Ču Te, Li Fu-čchun, Čchen Jün
- po IX. sjezdu, od dubna 1969: Mao Ce-tung, Lin Piao (zemřel v září 1971), Čou En-laj, Čchen Po-ta (vyloučen z politbyra v září 1970), Kchang Šeng
- po X. sjezdu, od srpna 1973: Mao Ce-tung (zemřel v září 1976), Čou En-laj (zemřel v lednu 1975), Wang Chung-wen (zatčen v říjnu 1976), Kchang Šeng (zemřel v prosinci 1975), Jie Ťien-jing, Li Te-šeng (odvolán v lednu 1975), Ču Te (zemřel v červenci 1976), Čang Čchun-čchiao (zatčen v říjnu 1976), Tung Pi-wu (zemřel v dubnu 1975)
  - od ledna 1975 i Teng Siao-pching (odvolán v dubnu 1976, zpět ve funkci v červenci 1977)
  - od dubna 1976 i Chua Kuo-feng
- po XI. sjezdu, od srpna 1977: Chua Kuo-feng, Jie Ťien-jing, Teng Siao-pching, Li Sien-nien, Wang Tung-sing (odvolán v únoru 1980)
  - od prosince 1978 i Čchen Jün
  - od února 1980 i Chu Jao-pang, Čao C’-jang
- po XII. sjezdu, od září 1982: Chu Jao-pang (odvolán v lednu 1987), Jie Ťien-jing (rezignoval v září 1985), Teng Siao-pching, Čao C’-jang, Li Sien-nien, Čchen Jün
- po XIII. sjezdu, od listopadu 1987: Čao C’-jang (odvolán v červnu 1989), Li Pcheng, Čchiao Š’, Chu Čchi-li (odvolán v červnu 1989), Jao I-lin
  - od června 1989 i Ťiang Ce-min, Sung Pching, Li Žuej-chuan
- po XIV. sjezdu, od října 1992: Ťiang Ce-min, Li Pcheng, Čchiao Š’, Li Žuej-chuan, Ču Žung-ťi, Liou Chua-čching, Chu Ťin-tchao
- po XV. sjezdu, od září 1997: Ťiang Ce-min, Li Pcheng, Ču Žung-ťi, Li Žuej-chuan, Chu Ťin-tchao, Wej Ťien-sing, Li Lan-čching
- po XVI. sjezdu, od listopadu 2002: Chu Ťin-tchao, Wu Pang-kuo, Wen Ťia-pao, Ťia Čching-lin, Ceng Čching-chung, Chuang Ťü (zemřel v červnu 2007), Wu Kuan-čeng, Li Čchang-čchun, Luo Kan
- po XVII. sjezdu, od října 2007: Chu Ťin-tchao, Wu Pang-kuo, Wen Ťia-pao, Ťia Čching-lin, Li Čchang-čchun, Si Ťin-pching, Li Kche-čchiang, Che Kuo-čchiang, Čou Jung-kchang
- po XVIII. sjezdu, od listopadu 2012: Si Ťin-pching, Li Kche-čchiang, Čang Te-ťiang, Jü Čeng-šeng, Liou Jün-šan, Wang Čchi-šan, Čang Kao-li
- po XIX. sjezdu, od října 2017: Si Ťin-pching, Li Kche-čchiang, Li Čan-šu, Wang Jang, Wang Chu-ning, Čao Le-ťi, Chan Čeng
- po XX. sjezdu, od října 2022: Si Ťin-pching, Li Čchiang, Čao Le-ťi, Wang Chu-ning, Cchaj Čchi, Ting Süe-siang, Li Si